# 경주 황오동 금귀걸이
경주 황오동 금귀걸이(慶州 皇吾洞 金製耳飾)는 대한민국 국립중앙박물관에서 소장 중인 문화재이다. 1949년 경주 황오동 52호분에서 출토된 귀걸이 한 쌍으로, 외형상 주고리[主環], 중간식, 마감장식의 삼단으로 구성된 전형적인 신라시대 5～6세기에 해당하는 유물이다. 2018년 10월 30일 대한민국의 보물 제2001호로 지정되었다.

## 지정 사유
'경주 황오동 금귀걸이'는 1949년 경주 황오동 52호분에서 출토된 귀걸이 한 쌍으로, 외형상 주고리[主環], 중간식, 마감장식의 삼단으로 구성된 전형적인 신라시대 5～6세기에 해당하는 유물이다. 귀에 거는 주고리[主環]는 굵고 중간은 이파리 모양의 장식물이 이중으로 달려 있고 가장 아랫단에는 펜촉형 장식으로 마감하였다.
중심고리에 장식은 없지만 접합 부위가 매우 세밀해 육안으로 잘 확인되지 않을 만큼 세공 기술이 뛰어나고 작은 구슬 장식도 매우 섬세하고 화려하다. 또한 입체형인 펜촉형 장식물의 안팎으로 작은 금알갱이를 촘촘하게 부착하여 시각적인 아름다움을 증대시키고 있다.
이 귀걸이는 전형적인 경주식(慶州式) 태환이식이라는 점, 제작기법 및 조형성이 우수하고 펜촉형 장식물의 창의적인 형태와 볼륨감이 돋보이는 점 등에서 신라 고분 금속공예품의 대표작으로 꼽을 만하며, 신라시대 장신구의 발전과 변화를 고찰하는 데 중요한 자료로 평가된다.

## 참고 자료
- 경주 황오동 금귀걸이 - 국가유산청 국가유산포털